# 太祖戰殺訥申巴穆尼
「太祖戰殺訥申巴穆尼」は、建州女直酋長ヌルハチ (後の清太祖) が訥申ネシンらを太蘭タイランの岡の麓で破った戦役。

## 経緯

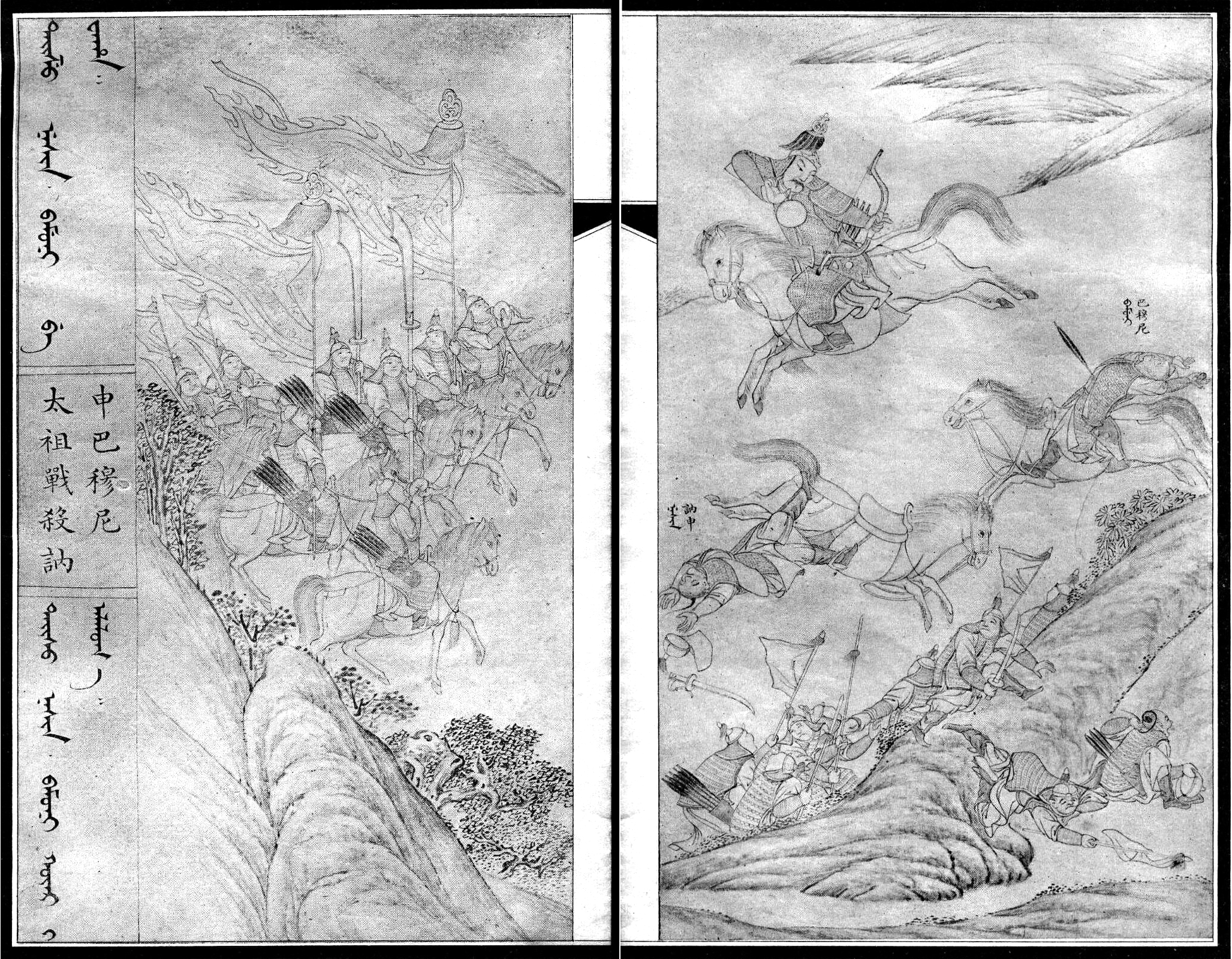
右上：ヌルハチ/ 右端：バムニ/ 中央右：ネシン (『滿洲實錄』巻2「太祖戰殺訥申巴穆尼」)

明万暦13年1585旧暦2月、ヌルハチは甲兵25人と兵卒50人を率いて界凡ジャイフィヤンの砦を襲撃したが、敵はヌルハチの来襲を察知して事前に迎撃態勢を整えていた。ヌルハチ一行は俘虜も物資も獲られぬまま撤退したが、途中、撒爾湖サルフ・ジャイフィヤン・東佳ドゥンギャ・把爾達バルダの四城の城主が率いる兵400人の追撃を受けた。ジャイフィヤン南の太蘭タイランの岡の麓まで至ると、主将の訥申ネシンと把穆尼バムニがたちまち歩兵隊の中より馬をかけながら跳び出した。ヌルハチは単独で応戦し、ネシンに斬りかかったところ、ネシンの刀がさきにヌルハチの鞭を叩き切った。ヌルハチが刀を揮ってネシンの肩に斬りつけると、ネシンは衝撃で馬から落ちて死亡し、ヌルハチが返す刀で放った一矢により、バムニも射殺された。
追撃して来た敵兵は主将ネシンとバムニが殺されているのを見て、逡巡として立ちすくんだ。この時、ヌルハチ軍の馬もこれ以上の戦闘に堪えられぬほど疲労を来していた。そこでヌルハチは兵を馬からおりさせると、弓で雪をはらって矢をひろうふりをさせ、静かに戦場から撤退させた。徒で馬を牽いていく兵のために時間を稼ごうと、ヌルハチは殿としてのこり、ネシンとバムニの死体そばに馬を休めて敵衆と対峙した。主将の遺体を回収したいネシンの部下は、敵将を討ち取ってなおも戦場を去ろうとしないヌルハチを訝しく思い、殺すに飽き足らず、その肉までも食おうというのかと詰った。もとより時間を稼ぐのが目的のヌルハチは、「今之を殺すを得、即ち其の肉を食むも亦た宜し」(討ち取った仇敵の肉をくうのもよかろう) とあしらってその場を後にした。しかし先に撤退した兵士はまだ嶺を踰えてはいまいと、ヌルハチはさらに七人の兵に甲冑をわざとみえるように潜伏させて、敵兵の注意をひきつけた。それに気づいたネシンの部下は、行きつ止まりつしながら、ヌルハチの様子を窺った。目的を果したヌルハチは徐ろにひきあげた。

## 脚註

### 典拠
1. 1 2  “乙酉歲萬曆13年1585 2月1日段293-294”. 太祖高皇帝實錄. 2
2. 1 2  “乙酉歲萬曆13年1585 2月段29”. 滿洲實錄. 2

### 註釈
1. ↑  註釈：鎧甲を着た兵士のこと。『太祖高皇帝實錄』では「被甲之士」、『滿洲實錄』では「甲」。

## 文献

### 實錄
＊中央研究院歴史語言研究所
『清實錄』
- 編者不詳『滿洲實錄』乾隆46年1781 (漢) 
  - 『ᠮᠠᠨᠵᡠ ᡳ ᠶᠠᡵᡤᡳᠶᠠᠨ ᡴᠣᠣᠯᡳmanju i yargiyan kooli』乾隆46年1781 (満) ＊今西春秋訳版
    - 今西春秋『満和蒙和対訳 満洲実録』刀水書房, 昭和13年1938訳, 1992年刊
- 覚羅氏勒德洪『太祖高皇帝實錄』崇徳元年1636 (漢)

### 史書
- 稻葉岩吉『清朝全史』上巻, 早稲田大学出版部, 大正3年1914
- 趙爾巽『清史稿』清史館, 民国17年1928 (漢) ＊中華書局版
- 孟森『清朝前紀』民国19年1930 (漢) ＊商務印書館版

### Web
- 栗林均「モンゴル諸語と満洲文語の資料検索システム」東北大学
- 「明實錄、朝鮮王朝実録、清實錄資料庫」中央研究院歴史語言研究所 (台湾)